# Cesar Abi Khalil
César Abi Khalil, né le 17 août 1971, est un homme politique libanais qui dirige, depuis décembre 2016, le ministère de l'Énergie et de l'Eau du gouvernement de Saad Hariri.

## Biographie
Cesar Abi Khalil est né dans la ville d'Aley au Liban le 17 août 1971. Il est diplômé en génie civil de l'université Saint-Joseph et est membre de l'Ordre des ingénieurs de Beyrouth depuis 1995.
Membre du Mouvement patriotique libre (FPM) et conseiller de longue date de l'ancien ministre de l'Énergie et de l'Eau Gebran Bassil, Cesar Abi Khalil a accompagné le développement du secteur depuis sa fondation en 2009 et a contribué à l'élaboration du document d'orientation pour le secteur de l'électricité. Le 19 décembre 2016 il est nommé ministre de l'Énergie et de l'Eau dans le nouveau gouvernement de Saad Hariri qui vient d'être nommé Premier ministre par le nouveau président Michel Aoun. Il remplace à ce poste Arthur Nazarian. Il occupe ce poste jusqu'au 31 janvier 2019, lorsque Saad Hariri forme son troisième gouvernement. Il est alors remplacé par Nada al-Boustani, qui était alors conseillère au sein du ministère. César Abi Khalil, a été élu député de Aley et du Chouf en septembre 2018.
En mars 2017, alors que l'exploration pétrolière et gazière au large du Liban est très prometteuse et que la promulgation des deux décrets en suspens depuis trois ans doit « renforcer l’intérêt des compagnies dans le gaz et le pétrole libanais », il annonce que « le Liban est entré dans l’ère du pétrole ».